# Combat Mission
Combat Mission est le nom d'une série de jeux vidéo (Microsoft Windows et Mac OS X) :
- Combat Mission: Beyond Overlord (2000)
- Combat Mission: Barbarossa to Berlin (2002)
- Combat Mission: Afrika Korps (2004)
- Combat Mission: Shock Force (2007)
- Combat Mission: Afghanistan (2010)
- Combat Mission: Battle for Normandy (2011)
- Combat Mission: Fortress Italy (2012)
- Combat Mission: Red Thunder (2014)
- Combat Mission: Black Sea (2014)
- Combat Mission: Shock Force 2 (2020)
- Combat Mission: Cold War (2021)

## Description
Combat Mission est une série de jeux de guerre tactiques (sur Windows ou MAC) éditée par BATTLEFRONT.COM permettant de simuler de manière détaillée  et très réaliste de petites batailles, de la Seconde Guerre mondiale à des guerres modernes fictionnelles (OTAN vs. Pacte de Varsovie, Syrie, Ukraine).
Le joueur commande une force d'une taille allant de l´équipe de quelques hommes au bataillon. Chaque unité, groupe de quelques hommes ou équipage d´un engin, peut (doit) recevoir ses ordres. Le joueur doit commander chaque unité, planifier, et mener la bataille à travers divers environnements et situations tactiques sur un terrain modélisé d'environ 2,5x2,5 km maximum. 
Le joueur peut jouer contre la machine (AI), ou contre un autre joueur humain. 
L'interface est en 3D avec possibilité de voir l'intégralité du champ de bataille sous n'importe quel angle. L´accent est mis sur le réalisme de la simulation physique, plus que sur la qualité graphique. Différents modes camera sont disponibles.
Il est possible de jouer des scénarios pré-établis disponibles dans une très vaste bibliothèque, ou des campagnes de plusieurs scénarios consécutifs, rassemblés dans une suite logique et dynamique, tenant compte des résultats du scénario précédent.
Un éditeur inclus dans le jeu permet de créer ou modifier des scénarios, campagnes, ainsi que des cartes de terrains. Une communauté très active met en ligne gratuitement de nombreux scénarios, campagnes et cartes. Des modifications de l´aspect extérieur des troupes, engins et équipements, décors sont aussi disponibles en ligne. De très belles vidéos "After Action Report" et des tutoriels sont disponibles en ligne.
Victoire: les conditions de victoire sont variables et dépendent du scénario en cours: conquérir un village/ville/secteur, détruire l´ennemi, réussir à évacuer un secteur, sauver une unité,  garder sa position, capturer ... Plusieurs conditions peuvent être nécessaires pour gagner (ou perdre). Chaque condition remplie donne des points qui conditionnent la victoire ou la défaite (totale, majeure, mineure, match nul). Le temps est limité.

## Réalisme
Le moteur de jeu est connu pour sa précision  et sa profondeur de simulation. L'accent est donné au réalisme du combat plutôt qu'à la qualité graphique.
Il est possible de jouer H2H (humain contre humain) , ou contre l´AI. Dans tous les modes de jeu, l´AI du jeu tente de faire exécuter par chaque unité les ordres reçus du joueur humain (ou ses propres ordres dans une partie contre l'AI). Elle simule de manière détaillée et très réaliste le résultat sur le comportement des troupes, des engins, des armes, leurs effets. L'AI prend aussi en charge la réaction "spontanée" d´une unité sans que le joueur donne d´ordre, par exemple si elle est prise sous le feu (riposter, se replier, se cacher..). Même si  une unité essaiera de suivre les ordres qu´elle reçoit, il n est pas besoin de micro-manager chaque unité: elle fait preuve d´une certaine autonomie/intelligence grâce à l´AI.
Il est possible de choisir parmi 5 niveaux de difficulté qui rend plus ou moins réaliste et intense  le "brouillard de guerre". En résumé : au niveau le plus simple, le joueur "voit tout" , y compris les unités adverses et ses troupes "entendent" tous les ordres immédiatement. Aux niveaux les plus difficiles, le joueur ne voit plus que les troupes amies avec lesquelles il est en contact (voix, visuel, radio), les délais de transmission sont réalistes, et les unités ennemies sont plus difficiles à détecter et à identifier.
Les résultats sont influencés en temps réel par différents facteurs :
- troupes: moral, fatigue, blessure, lien avec le commandement, munitions, stress, expérience, fanatisme, feu ...
- armes: état, approvisionnement, type d´arme et de munitions disponibles, cadence de tir, échauffement, temps de rechargement, balistique...
- engins: modélisation exacte et très détaillée (blindage, versions,...) , de quasiment tous les matériels disponibles à la date où se déroule le scénario.  Sont pris en compte les états de: radio/chenilles/armes/optiques/approvisionnement/moteur/temps de chargement des armes/vitesse de pointage et de rotation tourelle/mobilité tous terrains ...
- environnement: date, heure, météo (brouillard, pluie, neige,...), état du sol, relief, bâtiments (hauteur, épaisseur des murs, ouvertures, ...) , camouflage (forêt, champ d´herbe haute, haies, bocage, ...)
- tirs et lignes de vue: brouillard de guerre (fog of war) , visibilité, camouflage, balistique et performance des projectiles, distances de la cible, obstacles (arbres, murs, crête, fumigènes, hauteur de l´observateur par rapport au sol, ...), proximité d´autres troupes amies partageant  l'information, expérience, ...
- lien de communication avec le commandement (voix, visuel, radio). La qualité du lien influence la possibilité et la rapidité de transmission des ordres/informations entre unités. La distance, le brouillard de guerre, l'expérience, l'appartenance à une même chaine de commandement,  l'environnement,  influencent la qualité du lien de communication.
- Le niveau de difficulté choisi pour la partie.
- le hasard, la chance (parfois, " ça ne veut pas...")
Le support aérien peut être commandé, mais les avions/drones/hélicoptères ne sont pas visibles. Seuls leurs tirs et leurs effets sont visibles. La défense anti-aérienne au sol est disponible et agit/subit comme les autres unités.
L'artillerie peut être sur la carte et agit/subit comme une autre unité, ou hors carte. Dans ce dernier cas, elle peut uniquement recevoir des ordres, mais ne subit pas le feu. L'artillerie "de marine" est hors carte.

## Modes de jeu
Une partie en cours peut être sauvegardée à n´importe quel moment, et reprise ultérieurement.
Les modes disponibles diffèrent selon les versions, cependant les dernières versions mises à jour disposent de tous les modes.
a) en tour par tour simultané: chaque joueur (AI ou humain) donne des instructions à ses unités lors de sa phase d'ordres. La fin de la phase d´ordres déclenche sa fin de tour, et active une minute de temps réel pendant laquelle le joueur est juste spectateur et où les troupes essayent de se conformer au mieux aux ordres reçus.
b) en "chaise tournante" : pour deux joueurs humains sur un seul ordinateur, chacun donne ses ordres et regarde séparément le résultat, vu de son côté uniquement, de la minute de combat qui s'ensuit.
c) en temps réel : les ordres donnés sont immédiatement pris en compte par l'AI. Le résultat des ordres donnés par chaque opposant (humain ou AI) est immédiatement actualisé et rendu visible. Il est possible de "pauser" le jeu, le temps de donner ses ordres. Ceci est utile surtout pour les parties avec beaucoup d´unités à commander.
Le mode temps réel est possible en réseau local LAN ou distant TCp/Ip.
d) en tour par tour par courriel/email (humains uniquement)

## Les versions du jeu:

### Première génération , avec moteur de jeu  "CMx1"
- Combat Mission: Beyond Overlord (2000) voir aussi: Combat Mission: Beyond Overlord Les combats dans l´Europe de l´ouest de Juin 1944 à Mai 1945, entre troupes allemandes, americaines, anglaises, francaises libres, polonaises
- Combat Mission II: Barbarossa to Berlin (2002) voir aussi. Combat Mission II: Barbarossa to Berlin Les combats dans l´est de juin 1941 à mai 1945, entre les troupes allemandes, sovietiques, roumaines, hongroises, yougoslaves
- Combat Mission 3: Afrika Korps (2004) Voir aussi. Combat Mission 3: Afrika Korps. Les combats en Afrique du nord, Italie, Crête, de fin 1940 à mai 1945, entre les troupes allemandes, italiennes, anglaises, canadiennes, polonaises, australiennes, néo-zélandaises, sud-africaines, françaises libres.

### Deuxième génération, avec moteur de jeu amélioré  "CMx2"
- Combat Mission: Shock Force (2007) Propose de jouer un conflit fictionnel entre troupes US et syriennes, avec trois modules d´extensions: Marines (2008), British Forces (2009), NATO (2010)

- Combat Mission: Afghanistan (2010)
- Combat Mission: Battle for Normandy (2011) Combats en Europe de l´ouest, de juin 1944 à septembre 1944. Différentes extensions (modules équipements et nations "Commonwealth forces") , Battle Pack ("Great Swan") , ainsi que des modules proposant de nouveaux scenarios et campagnes ont été rajoutés. Des mises à jour vers les dernières versions du moteur de jeu 4 sont disponibles.
- Combat Mission: Fortress Italy (2012) Retrace les combats en Italie, de 1943 à 1944, entre les troupes alliées, allemandes, italiennes. Une extension "Rome to victory" (11/2019) pour la période mi-1944 à 1945 est disponible. Elle rajoute des scénarios, équipements, troupes brésiliennes, France libre indiennes, sud-africaines, Luftwaffe, ... Des mises à jour vers les dernières versions du moteur de jeu 4 sont disponibles.
- Combat Mission: Red Thunder (2014) Retrace les combats sur le front de l´est à l´été 1944 dans le cadre de l´offensive soviétique "Opération Bagration" . Cet opus dispose de la dernière version (3.0) du moteur de jeu CMx2 , ainsi que diverses améliorations telles que le support du mode de jeu Tour par tour à deux par TCP/IP, l´ajout  du support aérien, lances-flammes, infanterie montée sur les chars, traces d´impacts, En avril 2021, un gros module extension "Fire & Rubble" est publié, couvrant la période de mi-1944 à 1945 et la bataille de Berlin. En Novembre 2022, le Battle Pack 1 est publié, avec 13 scénarios et 2 campagnes supplémentaires, situés en Pologne à la fin de l´eté 1944. Des mises à jour vers les dernières versions du moteur de jeu 4 sont disponibles.
- Combat Mission: Black Sea (2014) Combats hypothétiques entre OTAN et Russie  en Ukraine en 2017.
- Combat Mission: Final Blitzkieg (2016) Les combats dans le nord de la France, les Ardennes, les Pays-Bas d´octobre 1944 à janvier 1945. Des mises à jour vers les dernières versions du moteur de jeu 4 sont disponibles.
- Combat Mission: Shock Force 2 (2020) Mise à niveau à la dernière version de Shock Force 2007 vers le moteur 4, avec de nombreuses améliorations graphiques.
- Combat Mission: Cold War (2021) Combats de fiction en Allemagne de l´ouest entre OTAN et pacte de Varsovie à la fin des années 1970. Des mises à jour vers les dernières versions du moteur de jeu 4 sont disponibles.

Depuis 2019  les jeux sont progressivement portés sur la plate-forme  de jeu en ligne STEAM. Les périodes modernes y sont disponibles fin 2022. Les jeux de la période seconde guerre mondiale sont disponibles depuis fin 2023.